# Pyrenacantha grandifolia
Pyrenacantha grandifolia är en tvåhjärtbladig växtart som beskrevs av Adolf Engler. Pyrenacantha grandifolia ingår i släktet Pyrenacantha och familjen Icacinaceae. Inga underarter finns listade i Catalogue of Life.